# 上杉慎吉

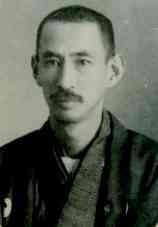
上杉 慎吉

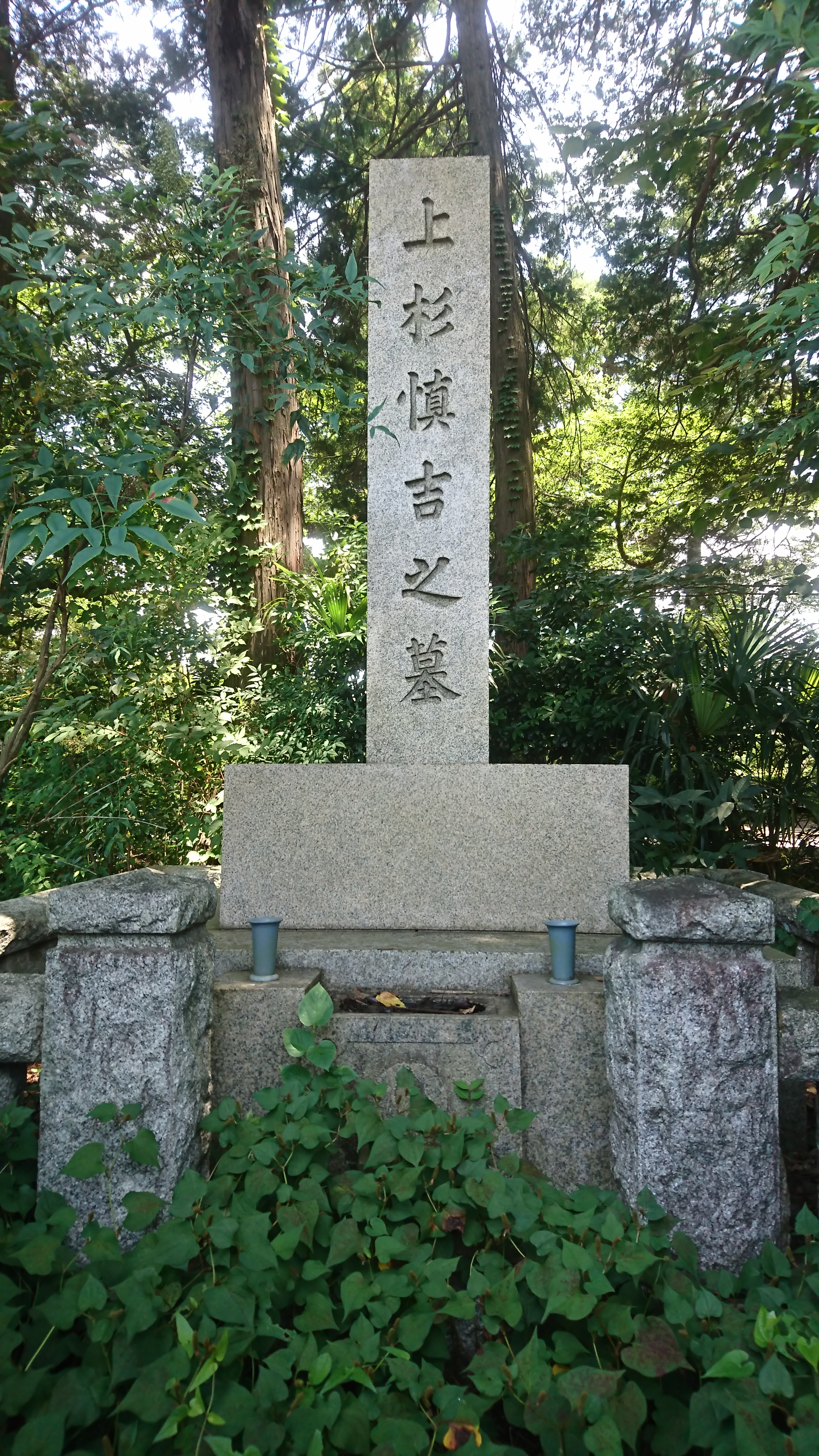
多磨霊園にある上杉慎吉の墓

上杉 慎吉（旧字体：上杉 愼吉、うえすぎ しんきち、1878年〈明治11年〉8月18日 - 1929年〈昭和4年〉4月7日）は、日本の憲法学者。東京帝国大学教授。天皇主権説を主張する神権学派（君権学派）であり、天皇機関説と激しい論争を展開した。また、一君万民論の立場から普通選挙導入を主張した。学位は法学博士（1909年・文部大臣）。穂積八束に師事。教え子に竹内賀久治、太田耕造、岸信介など。

## 生涯

### 生い立ち
1878年〈明治11年〉8月18日、福井県足羽郡福井町（現・福井市）生まれ。父上杉寛二は大聖寺藩（現・石川県加賀市）藩医だった。弟は大日本紡績（現・ユニチカ）や日本製粉（現・ニップン）取締役を務めた平野復男。

### 学生時代
旧制第四高等学校補充科予科を経て旧制第四高等学校卒業。四高法科の一年下級に京都学派憲法学者の佐々木惣一がいる。
1898年、東京帝国大学法科大学に進学。憲法学教授で天皇主権説の穂積八束に師事し、憲法を学ぶ。
1903年、東京帝国大学法科大学政治学科第三席卒業。明治天皇より恩賜の銀時計を授与される。同年の政治学科の成績席次は、首席が小野義一（大蔵官僚、高文次席）、2位が小川郷太郎（大蔵官僚、商工相、鉄道相）、3位が上杉、4位は馬場鍈一（大蔵官僚、高文首席）。

### 憲法学者
一木喜徳郎の推薦により、同年に東京帝国大学法科大学助教授（行政法）就任。この頃の上杉はキリスト教に傾倒したり、1905年に公刊した『帝国憲法』・翌1906年に発表した『比較各国憲法論』では国家法人説の立場に立ち師の穂積説を批判する立場だった。
1906年から1909年までドイツへ留学（「西遊研学」）。ハイデルベルク大学に学び、ゲオルク・イェリネックと親密に交流する。帰国後もイェリネック夫妻と手紙のやり取りを行い、イェリネックの死去時には弔辞を日本で発表している。ドイツ滞在時には、トルコ憲法、カールスルーエ市政の研究を行ったほか、日本の西洋化の状況をドイツ語論文で発信した。また、カミラ・イェリネック（ゲオルクの夫人）の女給救済運動の影響で廃娼運動に接近した。
国家法人説を唱えていたイェリネックの指導を受けて以降は穂積説の後継者を自任するようになった。陸軍大学校や海軍大学校の教授も務め、皇族にも進講し、同僚の筧克彦は「勅奏任の行政官にして教授の憲法学説に親まざる者殆んど悉無といふべし」と評している。明治大学でも講師を務めたが、乗馬服姿で教壇に立ち、「天下の上杉が」という講義スタイルが明大生の間で不評を買い、ついにはボイコット事件まで起きた。
1910年代に入ると「天皇即国家」「神とすべきは唯一天皇」「天皇は絶対無限」「現人神」とする立場から同じく東京帝国大学の美濃部達吉が打ち出した天皇機関説を批判するようになる（天皇機関説論争）。陸軍元帥山縣有朋と接触し、1913年には上杉を発起人兼幹事に大島健一、江木千之、杉浦重剛、筧克彦と桐花学会を創設。1916年に吉野作造の民本主義を批判、1920年には森戸辰男の発表した論文「クロポトキンの社会思想の研究」を「学術の研究に非ず、純然たる無政府主義の宣伝」と排撃して森戸事件を起こす一方、1923年から後に「資本論の会」や葬儀に参加するほど高畠素之と親交を深めて高畠一派と経綸学盟を設立するなど国家社会主義運動を進め、1926年には建国会の会長に就任（顧問は平沼騏一郎や頭山満と荒木貞夫、理事長は赤尾敏、書記長は高畠門下の津久井竜雄）。甘粕事件の甘粕正彦の擁護から軍部の石光真臣、福田雅太郎、山縣有朋とも結びついた。
1928年（昭和3年）に水野文相優諚問題が発生すると田中義一内閣を痛烈に批判。なお、対立する美濃部達吉も田中内閣批判声明を発表している。正義感の観点から「田中内閣に死刑を与えよ」と喝破した。
1929年（昭和4年）、肋膜炎を患い東京帝国大学稲田内科に入院。加療を続けたが同年4月7日に死去した。

## 影響
上杉の学説を熱心に支持する学生達は国家主義の先駆けとなる木曜会を形成して右翼学生運動の源流となり、1918年に上杉の影響下でつくられた興国同志会は後に上杉の弟子竹内賀久治と太田耕造によって国本社と改めて平沼騏一郎や東郷平八郎ら軍や政財官界の有力者を担ぐ巨大な右翼団体となり、1925年に結成された帝大七生社はのち4人の七生社メンバーが1932年に起きた血盟団事件で犯行グループに参加した（このうち四元義隆、池袋正釟郎、久木田祐弘は金鶏学院の塾生）。
教え子の岸信介（木曜会・興国同志会会員）、安岡正篤、福田赳夫などに大学で自らの講座の後継者として残るようにすすめたが、彼らは官界に進んでいる。
興国同志会会員だった蓑田胸喜は上杉と同じように機関説を排撃する国体明徴運動で名を馳せ、国体擁護連合会の中心的存在となった。

### 特別高等警察
また、上杉の教え子の中には、内務官僚となり内務省の特別高等警察に務めた者も少なくなかったため、彼らを通じて上杉慎吉が主張した天皇像は治安維持法の定める処罰事項である国体(天皇制)否定の基準の一つにもなっていたといわれる。

## 関東大震災における発言
1923年（大正12年）9月1日に起きた関東大震災の後、すでに同日から朝鮮人暴動の流言が流布しており、2日正午までには東京全市・横浜全市に伝わった。これは住民の口伝えだけではなく、官憲の措置によるところも大きく、上杉は、同年10月、『国民新聞』において、9月2日から3日にわたり、震災地一帯に流言が伝播し、関東全体が動乱の情勢に至ったのは、警察の「大袈裟なる宣伝」によるものとし、警察が「無根の流言蜚語を流布して民心を騒がせ、震火災の惨禍を一層大ならしめたるに対して」責任を負うべきだと指摘・批判している。

## 著作
主として松田義男作成「上杉慎吉著作目録」（2011年7月0日、改訂2023年1月20日）に依る。

### 著書
- 『行政法原論』（有斐閣書房、1904年11月18日）
- 『帝国憲法』（日本大学、1905年10月17日）
- 『比較各国憲法論』（有斐閣書房、1906年6月14日）
  - 漢訳《比較各国憲法論》東亜公司書籍部、1906年12月31日
- 『カールスルーエ市の公共施設』（内務省地方局、1909年10月
- 『婦人問題』（巌松堂書店、1910年11月1日）
  - 再版：三書楼、1910年12月30日
- 『国体ト憲法ノ運用』（偕行社、1911年1月20日）
- 『国民教育帝国憲法講義全』（有斐閣書房、1911年12月8日）
  - 第3版：1913年12月
- 『帝国憲法綱領全』（有斐閣、1912年6月20日）
  - 訂正増補3版：1914年4月15日
  - 訂正増補4版：1914年9月25日
- 『国体ト憲法ノ運用』（偕行社、1913年）
- 『帝国憲法述義』（有斐閣書房、1914年12月15日）
  - 増訂改版21版：有斐閣、1923年3月
- 『国体憲法及憲政』（有斐閣書房、1916年6月25日）
- 『議会政党及政府』（有斐閣書房、1916年9月5日）
- 『帝国憲法講話』（金光教本部編・刊、1916年10月20日）
- 『デモクラシーと我が国体』（金光教本部、1919年6月15日）
- 『暴風来』（洛陽堂、1919年11月20日）
- 『国体精華乃発揚 真正日本乃建設・挙国一致乃提唱』（洛陽堂、1919年12月12日）
- 『憂国の叫び』（東亜堂、1921年3月14日）
- 『日本人の大使命と新機運』（敬文館、1921年8月15日）
- 『国家新論』（敬文館、1921年9月25日）
- 『新稿帝国憲法』（有斐閣、1922年9月28日）
  - 再版：有斐閣、1924年5月26日）
  - 『新稿帝国憲法 第2編（国体）』（桜耶書院、2015年） - 初版第二編「国体」を刊行
- 『甘粕大尉ノ事ニ就テ』（1923年）
- 『大権ノ推移ヲ虞ル』（1924年6月）
- 『新稿憲法述義』（有斐閣、1924年7月10日）
  - 増補改訂版：『新稿憲法述義全』（有斐閣、1925年8月5日）
  - 第16版：『新稿憲法述義』（有斐閣、1944年3月5日）
- 『日米衝突の必至と国民の覚悟』（大日本雄弁会、1924年9月18日）
- 『日米関係と国民の自覚』（金光教典籍出版部編・刊、1924年9月30日）
- 『国民の精神的一致』（教化団体聯合会、1925年4月2日）
- 『普選大成運動趣旨』（普選大成会、1925年5月25日）
- 『普通選挙の精神同胞国民に告ぐ』（敬文館、1925年8月1日）
- 『国家論』（有斐閣、1925年9月22日）
- 『国体論』（有斐閣、1925年9月22日）
- 『起てよ無産者』（1926年3月
- 『斯の心国を救はん』（大成会、1926年7月4日）
- 『億兆一心の普通選挙』（中央報徳会、1926年9月17日）
- 『新興之勢力国事に当るの第一着手』（日本学術普及会、1926年10月10日）
- 『政治上の国民総動員』（日本学術普及会、1927年2月11日）
- 『選挙及普通選挙』（福岡県社会教育課、1927年4月10日）
- 『帝国憲法逐條講義』（日本評論社、1935年5月15日） -『現代法学全集』（第1・2・3巻、日本評論社、1928年2月8日、4月15日、5月25日）掲載「大日本帝国憲法講義」の合冊
- 『帝国憲法』（国文社出版部、1929年2月15日）
- 『日本之運命五・一五事件予言』（日本学術普及会、1933年9月18日）
  - 改訂版：9月26日
- 『精神動員の根柢』（日本学術普及会、1937年9月15日）
- 『暴風来 附 普通選挙の精神 億兆一心の普通選挙』（書肆心水、2019年1月）

### 共編著
- 『独逸農村の実況[上杉慎吉講演]欧洲農家の家庭[広瀬次郎講演]』（博文館印刷所、売品、1911年 - 「独逸農村の実況」
- 上杉慎吉編・刊『穂積八束博士論文集』（1913年12月25日）
- 中田薫編『宮崎教授在職廿五年記念論文集』（有斐閣書房、1914年5月20日） - 「国務大臣ト各省大臣」
- ハンス・デルブリユック著、後藤新平訳『政治と民意』（、有斐閣、1915年4月28日） - 「解題」
- 上杉慎吉編『憲政大意故法学博士穂積八束先生遺稿』（、憲政大意発行所、1917年3月23日）
  - 再刊：日本評論社、1935年7月10日）
- 『第三十八帝国議会解散後名士演説集』（三英社、1917年4月10日） - 「帝国憲政の本義を論じて寺内首相の訓示演説に及ぶ」
- 『布教講習会講演録 第4輯』（日）蓮宗宗務院、1918年7月10日） - 「帝国憲法大意」
- 『此一途十大家執筆』（太田資順・片岡寛喜編、警眼社、1922年10月10日） - 「人の相関と連続」
- 『近代無類膝栗毛文明叛逆』（小原健著、近代無類膝栗毛刊行会、1923年3月15日） - 「序」
- 『貴族院改革論集』（報知新聞出版部、1924年11月15日） - 「有爵議員選出方法に就て貴族院改革の一提案」
- 『対米国策論集』（読売新聞社、1924年12月25日） - 「日本国民の覚悟」
- 川島清治郎著『日米一戦論』（敬文館、1925年2月18日） - 「序」
- 『純正普選講演会速記録』（純正普選期成会、1925年3月1日） - 「現政府普選法案に反対する所以」
- 藤田政平編・刊『自治講習会講演集』（1925年11月15日） - 「国家の本質と我が国体及憲法」
- 鶉山学堂編・刊『朴烈問題の批判』（1926年10月10日） - 「朴烈問題解決の唯一方策」
- 『瞻仰』（瞻仰会、1926年11月1日） - 「国家の信仰」
- 帝国政治雄弁協会編・刊『国民政治の言論戦』（1926年12月13日） - 「普選即行の政治的準備」
- 『社会教化の指針』（天晴地明会、1927年2月） - 「国民の精神的一致」
- 『現代法学全集』（第1・2・3巻、日本評論社、1928年2月8日、4月15日、5月25日） - 「大日本帝国憲法講義」
- 『大日本護国会講演輯録』（大日本護国会、1929年4月10日） - 「大和民族の力」
- 東京雄弁協会編『これからの新しい演説』（大阪堂、1930年1月20日） - 「国民精神の作興」
- 竹村民郎編『経済学批判への契機』（三一書房、1974年2月15日） - 「上杉慎吉社会学遺稿（抜粋）」

### 講義録
- 『法学講義録第一年級明治三十七年度第十一号』（日本大学、1904年1月13日） - 「憲法 高等專攻科講義」
- 『法政大学39年度第3年級講義録 行政法各論』（法政大学、1906年）
- 『明治大学法律科42年度第1学年講義録 憲法』（明治大学出版部、1909年）
- 『明治大学警察科44年度講義録 行政法』（明治大学出版部、1911年）
- 『中央大学45年度法律科第三学年講義録 行政法』（中央大学、1912年）
- 『中央大学法律科45年第1学年講義録 憲法』（中央大学、1912年）
- 『明治大学警察科45年講義録 憲法』（明治大学出版部、1912年）

### パンフレット
- 『独逸瓦解の原因に就て』（1921年2月）
- 『全国軍人諸君に告ぐ』（1923年12月15日）
- 『議会解散前に解散して普選を即行すべし』（1923年）
- 『起てよ無産の愛国者』（1924年1月）
- 『少壮憂国の同志に示す』（1924年3月）
- 『普通選挙準備会を設立せよ』（1925年1月）
- 『政友本党論』（1925年1月）

### リーフレット
- 『統帥権と国務大臣の責任とに就て或る問に答ふ』（1925年2月）
- 『全国の同志に檄して純正普選期成会の解散を宣言す』（1925年3月）

### 翻訳
- スコット・ニアリング著、上杉慎吉・稻葉一也共訳『世界を征服せんとする米大帝国』（未来社、1925年5月22日）

## 家族
- 父: 上杉寛二（大聖寺藩藩医）
- 妻: ノブ
- 長男: 上杉正一郎（統計学、東京経済大学教授、日本共産党員[27]）
- 次男: 上杉重二郎（労働運動史、北海道大学教授、日本共産党員[27]）

## 伝記研究
- 今野元『上杉愼吉　国家は最高の道徳なり』 ミネルヴァ書房〈ミネルヴァ日本評伝選〉、2023年
- 今野元『吉野作造と上杉愼吉　日独戦争から大正デモクラシーへ』 名古屋大学出版会、2018年
- 井田輝敏『上杉慎吉　天皇制国家の弁証』 三嶺書房、1989年